# Woźniki
Woźniki is een stad in het Poolse woiwodschap Silezië, gelegen in de powiat Lubliniecki. De oppervlakte bedraagt 70,42 km², het inwonertal 4420 (2005).

## Verkeer en vervoer
- Station Woźniki